# Flabellina cynara
Esta especie es una babosa marina (Flabellina cynara). Es un gasterópodo de la familia Flabellinidae. También se le conoce como cynara nadadora. Habita en zonas del Océano Pacífico.

## Clasificación y descripción
Flabellina cynara tiene cuerpo de color translúcido. A lo largo del borde del pie presenta una línea no continua de color morado. Los rinóforos y los tentáculos orales también son de color translúcido y el presentan una línea de color morado casi en el extremo apical de ellos. Los ceratas son de largos y afilados, de color rosa con la parte central de color más obscuro, casi rojo y una serie de puntos diminutos en todo lo largo. Presentan en la punta una coloración blanca con una banda subapical de color morado. Puede llegar hasta 50 mm de longitud total. Como otras especies de la clase, se le puede observar ocasionalmente se le puede observar nadando en la columna de agua, a través de movimientos natatorios.

## Distribución
Esta especie se distribuye desde el Golfo de México, en México, hasta Costa Rica y Panamá.

## Ambiente
Habita en zonas arrecifales. 

## Estado de Conservación
Hasta el momento en México no se encuentra en ninguna categoría de protección, ni en la Lista Roja de la IUCN (International Union for Conservation of Nature) ni en CITES (Convención sobre el Comercio Internacional de Especies Amenazadas de Fauna y Flora Silvestres).